# Gösta Cronholm
Gösta Ivar Cronholm, född 14 december 1903 i Mariestad, död 28 november 1992 i Malmö, var en svensk ingenjör och kommunalpolitiker (Folkpartiet). 
Cronholm, som var son till värdebrevbärare Martin Cronholm och Maria Wahlström, avlade ingenjörsexamen vid högre tekniska läroverket i Malmö 1923. Han anställdes hos Rörlednings AB Celsius i Malmö 1925 och var överingenjör där från 1962. Han var styrelseledamot i Malmö rörledningsfirmors förening, revisor i Rörledningsfirmornas mätningskontor, Skånska Ingenjörsklubben och huvudman i Malmö sparbank-Bikupan. Han var ledamot av stadsfullmäktige 1951–1970, dess valberedning, generalplanekommittén och biblioteksnämnden. Han var även vice ordförande i drätselkammarens tredje avdelning (motsvarande fastighetsnämnden) 1952–1953 och vice ordförande i Malmö Kommunala Bostads AB 1971–1973. Cronholm är gravsatt i minneslunden på Sankt Pauli mellersta kyrkogård i Malmö.